# Vadata
Vadata är ett släkte av fjärilar. Vadata ingår i familjen Thyrididae.
Kladogram enligt Catalogue of Life:
| Vadata | \| \| Vadata macropterana \| \| \| \| \| \| Vadata maculata \| \| \| \| |
|        | \| \| Vadata macropterana \| \| \| \| \| \| Vadata maculata \| \| \| \| |
|        | Vadata macropterana                                                     |
|        |                                                                         |
|        | Vadata maculata                                                         |
|        |                                                                         |